# Фторид криптона(II)
Дифтори́д крипто́на KrF2 — летучие бесцветные кристаллы, первое открытое соединение криптона. Весьма химически активное вещество. При повышенных температурах разлагается на фтор и криптон.

## Физико-химические свойства
| Свойство                                      | Значение          |
| --------------------------------------------- | ----------------- |
| Энтальпия образования (298 К, в газовой фазе) | 60,2 кДж/моль     |
| Энтальпия образования (298 К, в твёрдой фазе) | 15,5 кДж/моль     |
| Энтропия образования (300 К, в газовой фазе)  | 253,6 Дж/(моль·К) |
| Энтальпия возгонки                            | 37 кДж/моль       |
| Теплоёмкость (300 К, в газовой фазе)          | 54,2 Дж/(моль·К)  |

### Растворимость
| Растворитель              | Растворимость (г/100 г растворителя) |
| ------------------------- | ------------------------------------ |
| Пентафторид брома (20 °C) | 81                                   |
| Фтороводород (20 °C)      | 195                                  |
| Вода                      | Взаимодействует                      |

## Строение и кристаллические модификации
Дифторид криптона может существовать в одной из двух кристаллических модификаций: α-форма и β-форма. β-KrF2 устойчива при температурах выше −80 °C. При более низких температурах устойчива α-форма.
Элементарная ячейка кристаллической решетки β-формы является тетрагональной со следующими параметрами ячейки:
| Параметр                          | Значение |
| --------------------------------- | -------- |
| а                                 | 0,458 нм |
| b                                 | 0,458 нм |
| c                                 | 0,583 нм |
| Пространственная группа симметрии | P42/mnm  |

## Методы получения
Дифторид криптона можно получить многими способами из простых веществ. Ниже рассмотрены методы синтеза KrF2 в порядке увеличения скорости получения продукта. Общая схема реакции следующая:
{\displaystyle {\mathsf {Kr+F_{2}\rightarrow KrF_{2}}}}

### Активация электрическим разрядом
При этом методе также частично образуется тетрафторид криптона. Смесь фтора с криптоном в соотношении от 1:1 до 1:2 под давлением от 40 до 60 мм рт. ст. активируется мощным электрическим разрядом (сила тока 30 мА, напряжение 500—1000 В). Скорость такого синтеза может достигать четверти грамма в час, однако метод нестабилен и чувствителен к внешним факторам.

### Протонная бомбардировка
Используя бомбардировку смеси простых веществ при температуре 133 К разогнанными в поле 10 МВ протонами, можно получить дифторид криптона со скоростью около одного грамма в час. Однако при достижении некоторого содержания дифторида криптона в смеси скорость реакции сильно замедляется вплоть до прекращения синтеза за счёт конкурирующего распада продукта реакции под действием бомбардировки.

### Фотохимический метод
Фотохимический метод получения основан на действии ультрафиолетового излучения с длиной волны 303—313 нм на смесь фтора и криптона. При этом можно получать продукт со скоростью 1,22 грамма в час. Более жёсткое излучение (с длиной волны менее 300 нм) активирует обратный процесс распада дифторида. Наиболее оптимальной температурой является 77 К, при этой температуре криптон находится в твёрдом состоянии, а фтор — в жидком.

### Температурная активация
Твёрдый криптон должен находиться на некотором расстоянии от газообразного фтора, который нагревается до 680 °C, при этом молекулы фтора распадаются на свободные радикалы, и фтор окисляет криптон. Нагревание ведётся раскалённой проволокой, при этом за счёт резкого градиента температуры (до 900 градусов/см) можно подобрать условия, при которых криптон не переходит в газовую фазу. Этим методом можно получать дифторид криптона со скоростью до 6 граммов/час.

## Химические свойства
- При резком нагревании разлагается со взрывом на простые вещества:

{\displaystyle {\mathsf {KrF_{2}\rightarrow Kr+F_{2}}}}
- Бурно реагирует с водой (выше 10 °C со взрывом):

{\displaystyle {\mathsf {2KrF_{2}+2H_{2}O\rightarrow 2Kr+4HF+O_{2}}}}
- Очень сильный фторирующий агент. Вступает во взаимодействие с большинством элементов, при этом в качестве продуктов выделяются высшие фториды элементов и криптон. Благодаря дифториду криптона, были получены такие уникальные вещества, как пентафторид золота (AuF5), тетрафторид празеодима (PrF4), соли гексафторброма (ВrF6+), соли гексафторхлора (ClF6+), соли тетрафтораммония (NF4+) и некоторые другие:

{\displaystyle {\mathsf {2Au+5KrF_{2}\rightarrow 2AuF_{5}+5Kr}}}
Для фторирования органических соединений практически всегда не пригоден, так как очень бурно протекает реакция фторирования (часто со взрывом или воспламенением) с очень низкой селективностью (выходы до 5 % необходимого вещества). При этом параллельно с фторированием протекает конкурирующая реакция окисления, которая обычно идет с деструкцией углеродного скелета органической молекулы.
- В растворе SO2ClF при −93 °C с трис(пентафтортеллуроксидом) бора B(OTeF5)3 даёт термически стабильное вещество Kr(OTeF5)2, содержащее связь Kr-O[5].

- Проявляет свойства слабого основания Льюиса. Например, при взаимодействии с кислотами Льюиса образуются комплексные соединения состава [KrF]+[MF6]− и [Kr2F3]+[MF6]- (тут в качестве элемента M могут быть Sb, Au, Pt и другие металлы):

{\displaystyle {\mathsf {SbF_{5}+KrF_{2}\rightarrow [KrF][SbF_{6}]}}}
Комплексы с SbF5 и AuF5 термически несколько стабильнее дифторида криптона.
Соединения со связью Kr-N получают из нитрилов органических соединений при добавлении KrF2 и AsF5 в HF.

## Применение
- Чаще всего применяется как фторирующий агент в неорганическом синтезе.
- Интересным применением является получение атомарного фтора.

### Хранение
Так как дифторид криптона является достаточно сильным окислителем и фторирующим агентом, хранят его в герметичных никелевых или алюминиевых ёмкостях (так как никель и алюминий пассивируются под действием KrF2) при температуре ниже 0 °C.